# Saison 2015 de l'ATP
Cet article traite de la saison 2015 masculine. Pour la saison 2015 féminine, voir Saison 2015 de la WTA.
Pour un article plus général, voir 2015 en tennis.
Pour un article plus général, voir ATP World Tour.
Vainqueurs des tournois majeurs
Cet article rassemble les résultats des tournois de tennis masculin de la saison 2015. Celle-ci est constituée de 67 tournois répartis en plusieurs catégories :
- 62 organisés par l'ATP : 
  - les Masters 1000, au nombre de 9 ;
  - les ATP 500, au nombre de 13 :
  - les ATP 250, au nombre de 39 ;
  - les ATP World Tour Finals qui réunissent les huit meilleurs joueurs et paires au classement ATP Race en fin de saison ;
- 5 organisés par l'ITF :
  - les 4 tournois du Grand Chelem ;
  - la Coupe Davis (compétition par équipes).

La Hopman Cup est une compétition mixte (par équipes), elle est organisée par l'ITF.
Andy Murray, Juan Martín del Potro, Lleyton Hewitt, Marin Čilić, Novak Djokovic, Rafael Nadal, Roger Federer et Stanislas Wawrinka sont les joueurs en activité qui ont remporté un tournoi du Grand Chelem.

## Nouveautés de la saison
- La grande nouveauté de la saison 2015 est la revalorisation du gazon dans le calendrier :
  - La durée séparant Roland-Garros et Wimbledon passe de 2 à 3 semaines. 5 tournois au lieu de 4 sont organisés sur gazon entre les deux tournois du Grand Chelem.
  -  Halle et le Queen's sont promus en ATP 500 (c'est la première fois depuis 1990 et la création des catégories de tournois qu'un événement autre que Wimbledon se déroulant sur gazon est plus important qu'un ATP 250).
  - Stuttgart (ATP 250 ; terre (ext.)) change de surface pour se dérouler sur gazon et est avancé de 5 semaines pour se jouer en préparation de Wimbledon (3 semaines avant) plutôt que juste après.
  - Eastbourne disparaît et est remplacé par Nottingham (dont la dernière édition date de 2008).
- Un seul changement dans la catégorie ATP 500 :
  -  Valence (dur (int.)) est rétrogradé en ATP 250 (pour raisons financières) sans changer de surface. Il est remplacé par Vienne.
- D'autres changements sont à noter dans la catégorie ATP 250 :
  -  Vienne (dur (int.)) est promu en ATP 500 sans changer de surface (en remplacement de Valence).
  - Istanbul (terre (ext.)) apparaît dans le calendrier, joué fin avril avant le 4e Masters 1000 de la saison.
  - Düsseldorf (terre (ext.)) disparaît (pour des raisons financières) et laisse place à Genève (même surface) qui fait son retour au calendrier après sa dernière édition en 1991.
  - Viña del Mar (terre (ext.)) disparaît pour laisser place à Quito (même surface) qui fait son retour au calendrier après sa dernière édition en 1982.
  - Saint-Pétersbourg (dur (int.)) retrouve sa place dans le calendrier. Il devait être remplacé par Tel Aviv en 2014. Pour raisons de sécurité ce dernier n'a pas été joué et le tournoi ne s'est pas non plus tenu à Saint-Pétersbourg.

## Classements

### Évolution du top 10
| Rang | Évolution          | Nom   | Points |
| ---- | ------------------ | ----- | ------ |
| 1    | Novak Djokovic     | 11360 |        |
| 2    | Roger Federer      | 9775  |        |
| 3    | Rafael Nadal       | 6835  |        |
| 4    | Stanislas Wawrinka | 5370  |        |
| 5    | Kei Nishikori      | 5025  |        |
| 6    | Andy Murray        | 4675  |        |
| 7    | Tomáš Berdych      | 4665  |        |
| 8    | Milos Raonic       | 4440  |        |
| 9    | Marin Čilić        | 4150  |        |
| 10   | David Ferrer       | 4045  |        |

| Rang | Évolution              | Nom   | Points |
| ---- | ---------------------- | ----- | ------ |
| 1    | Bob Bryan              | 12740 |        |
| 1    | Mike Bryan             | 12740 |        |
| 3    | Daniel Nestor          | 6430  |        |
| 4    | Nenad Zimonjić         | 6270  |        |
| 5    | Julien Benneteau       | 5350  |        |
| 6    | Marcelo Melo           | 5100  |        |
| 7    | Édouard Roger-Vasselin | 5050  |        |
| 8    | Marcel Granollers      | 4830  |        |
| 9    | Marc López             | 4650  |        |
| 10   | Alexander Peya         | 4570  |        |
| 10   | Bruno Soares           | 4570  |        |

| Rang | Évolution       | Nom                | Points |
| ---- | --------------- | ------------------ | ------ |
| 1    | en stagnation   | Novak Djokovic     | 16585  |
| 2    | en augmentation | Andy Murray        | 8945   |
| 3    | en diminution   | Roger Federer      | 8340   |
| 4    | en stagnation   | Stanislas Wawrinka | 6900   |
| 5    | en diminution   | Rafael Nadal       | 5230   |
| 6    | en augmentation | Tomáš Berdych      | 4620   |
| 7    | en augmentation | David Ferrer       | 4305   |
| 8    | en diminution   | Kei Nishikori      | 4235   |
| 9    | en augmentation | Richard Gasquet    | 2850   |
| 10   | en augmentation | Jo-Wilfried Tsonga | 2635   |

| Rang | Évolution       | Nom               | Points |
| ---- | --------------- | ----------------- | ------ |
| 1    | en augmentation | Marcelo Melo      | 8900   |
| 2    | en augmentation | Horia Tecău       | 7420   |
| 3    | en augmentation | Jean-Julien Rojer | 7420   |
| 4    | en diminution   | Bob Bryan         | 6770   |
| 5    | en diminution   | Mike Bryan        | 6770   |
| 6    | en augmentation | Ivan Dodig        | 6685   |
| 7    | en augmentation | Jamie Murray      | 5745   |
| 8    | en augmentation | John Peers        | 5545   |
| 9    | en augmentation | Rohan Bopanna     | 5530   |
| 10   | en augmentation | Fabio Fognini     | 5365   |

### Statistiques du top 20
| #  | Joueur             | Pays           | Points | Tournois joués | Classement en 2014 | + élevé | - élevé | Evolution '14>'15 |
| -- | ------------------ | -------------- | ------ | -------------- | ------------------ | ------- | ------- | ----------------- |
| 1  | Novak Djokovic     | Serbie         | 16 585 | 18             | 1                  | 1       | 1       | =                 |
| 2  | Andy Murray        | Royaume-Uni    | 8 945  | 20             | 6                  | 2       | 6       | 4                 |
| 3  | Roger Federer      | Suisse         | 8 340  | 18             | 2                  | 2       | 3       | 1                 |
| 4  | Stanislas Wawrinka | Suisse         | 6 900  | 23             | 4                  | 4       | 10      | =                 |
| 5  | Rafael Nadal       | Espagne        | 5 230  | 23             | 3                  | 3       | 10      | 3                 |
| 6  | Tomáš Berdych      | Tchéquie       | 4 620  | 22             | 7                  | 4       | 9       | 1                 |
| 7  | David Ferrer       | Espagne        | 4 305  | 20             | 10                 | 7       | 10      | 3                 |
| 8  | Kei Nishikori      | Japon          | 4 235  | 21             | 5                  | 4       | 8       | 3                 |
| 9  | Richard Gasquet    | France         | 2 850  | 20             | 26                 | 9       | 28      | 17                |
| 10 | Jo-Wilfried Tsonga | France         | 2 635  | 18             | 12                 | 10      | 24      | 2                 |
| 11 | John Isner         | États-Unis     | 2 495  | 25             | 19                 | 11      | 24      | 8                 |
| 12 | Kevin Anderson     | Afrique du Sud | 2 475  | 25             | 16                 | 10      | 17      | 4                 |
| 13 | Marin Čilić        | Croatie        | 2 405  | 22             | 9                  | 8       | 14      | 4                 |
| 14 | Milos Raonic       | Canada         | 2 170  | 20             | 8                  | 4       | 14      | 6                 |
| 15 | Gilles Simon       | France         | 2 145  | 24             | 21                 | 10      | 21      | 6                 |
| 16 | David Goffin       | Belgique       | 1 880  | 26             | 22                 | 14      | 22      | 6                 |
| 17 | Feliciano López    | Espagne        | 1 690  | 26             | 14                 | 12      | 23      | 3                 |
| 18 | Bernard Tomic      | Australie      | 1 675  | 29             | 56                 | 18      | 71      | 38                |
| 19 | Benoît Paire       | France         | 1 633  | 30             | 118                | 19      | 149     | 99                |
| 20 | Dominic Thiem      | Autriche       | 1 600  | 30             | 39                 | 18      | 52      | 19                |

### Gains en tournois
| #  | Joueur             | Pays        | Simple       | Double   | Total        |
| -- | ------------------ | ----------- | ------------ | -------- | ------------ |
| 1  | Novak Djokovic     | Serbie      | 21 592 527 $ | 54,020 $ | 21 646 547 $ |
| 2  | Roger Federer      | Suisse      | 8 682 892 $  | 9,125 $  | 8 692 017 $  |
| 3  | Andy Murray        | Royaume-Uni | 8 215 153 $  | 30,077 $ | 8 245 230 $  |
| 4  | Stanislas Wawrinka | Suisse      | 6 510 265 $  | 37,612 $ | 6 547 877 $  |
| 5  | Rafael Nadal       | Espagne     | 4 421 513 $  | 87,375 $ | 4 508 888 $  |
| 6  | Tomáš Berdych      | Tchéquie    | 3 717 921 $  | 37,161 $ | 3 755 082 $  |
| 7  | David Ferrer       | Espagne     | 3 600 627 $  | 22,128 $ | 3 622 755 $  |
| 8  | Kei Nishikori      | Japon       | 3 292 325 $  | 9,730 $  | 3 302 055 $  |
| 9  | Richard Gasquet    | France      | 2 511 995 $  | 9,840 $  | 2 521 835 $  |
| 10 | Jo-Wilfried Tsonga | France      | 2 186 220 $  | 27,470 $ | 2 213 690 $  |

## Palmarès
| Catégorie                   |
| --------------------------- |
| Grand Chelem                |
| ATP World Tour Finals       |
| ATP World Tour Masters 1000 |
| ATP World Tour 500          |
| ATP World Tour 250          |

### Simple
| No | Date       | Nom et lieu du tournoi                                          | Catégorie    | Dotation       | Surface      | Vainqueur              | Finaliste              | Score                 | [ 2 ]   |
| -- | ---------- | --------------------------------------------------------------- | ------------ | -------------- | ------------ | ---------------------- | ---------------------- | --------------------- | ------- |
| 1  | 04/01/2015 | Brisbane International presented by Suncorp, Brisbane           | ATP 250      | 439 405 $      | Dur (ext.)   | Roger Federer          | Milos Raonic           | 6-4, 62-7, 6-4        | Tableau |
| 2  | 05/01/2015 | Qatar ExxonMobil Open, Doha                                     | ATP 250      | 1 129 815 $    | Dur (ext.)   | David Ferrer           | Tomáš Berdych          | 6-4, 7-5              | Tableau |
| 3  | 05/01/2015 | Aircel Chennai Open, Chennai                                    | ATP 250      | 403 495 $      | Dur (ext.)   | Stanislas Wawrinka     | Aljaž Bedene           | 6-3, 6-4              | Tableau |
| 4  | 11/01/2015 | Apia International Sydney, Sydney                               | ATP 250      | 439 405 $      | Dur (ext.)   | Viktor Troicki         | Mikhail Kukushkin      | 6-2, 6-3              | Tableau |
| 5  | 12/01/2015 | Heineken Open, Auckland                                         | ATP 250      | 464 490 $      | Dur (ext.)   | Jiří Veselý            | Adrian Mannarino       | 6-3, 6-2              | Tableau |
| 6  | 19/01/2015 | Australian Open, Melbourne                                      | G. Chelem    | 17 748 600 AU$ | Dur (ext.)   | Novak Djokovic         | Andy Murray            | 7-65, 64-7, 6-3, 6-0  | Tableau |
| 7  | 02/02/2015 | Open Sud de France, Montpellier                                 | ATP 250      | 439 405 €      | Dur (int.)   | Richard Gasquet        | Jerzy Janowicz         | 3-0, ab.              | Tableau |
| 8  | 02/02/2015 | PBZ Zagreb Indoors, Zagreb                                      | ATP 250      | 439 405 €      | Dur (int.)   | Guillermo García-López | Andreas Seppi          | 7-64, 6-3             | Tableau |
| 9  | 02/02/2015 | Ecuador Open, Quito                                             | ATP 250      | 439 405 $      | Terre (ext.) | Víctor Estrella Burgos | Feliciano López        | 6-2, 65-7, 7-65       | Tableau |
| 10 | 09/02/2015 | ABN AMRO World Tennis Tournament, Rotterdam                     | ATP 500      | 1 478 850 €    | Dur (int.)   | Stanislas Wawrinka     | Tomáš Berdych          | 4-6, 6-3, 6-4         | Tableau |
| 11 | 09/02/2015 | Memphis Open, Memphis                                           | ATP 250      | 585 870 $      | Dur (int.)   | Kei Nishikori          | Kevin Anderson         | 6-4, 6-4              | Tableau |
| 12 | 09/02/2015 | Brasil Open, São Paulo                                          | ATP 250      | 444 650 $      | Terre (int.) | Pablo Cuevas           | Luca Vanni             | 6-4, 3-6, 7-64        | Tableau |
| 13 | 16/02/2015 | Rio Open presented by Claro, Rio de Janeiro                     | ATP 500      | 1 414 550 $    | Terre (ext.) | David Ferrer           | Fabio Fognini          | 6-2, 6-3              | Tableau |
| 14 | 16/02/2015 | Open 13, Marseille                                              | ATP 250      | 565 735 €      | Dur (int.)   | Gilles Simon           | Gaël Monfils           | 6-4, 1-6, 7-64        | Tableau |
| 15 | 16/02/2015 | Delray Beach Open by The Venetian Las Vegas, Delray Beach       | ATP 250      | 488 225 $      | Dur (ext.)   | Ivo Karlović           | Donald Young           | 6-3, 6-3              | Tableau |
| 16 | 23/02/2015 | Dubai Duty Free Tennis Championships, Dubaï                     | ATP 500      | 2 082 605 $    | Dur (ext.)   | Roger Federer          | Novak Djokovic         | 6-3, 7-5              | Tableau |
| 17 | 23/02/2015 | Abierto Mexicano Telcel, Acapulco                               | ATP 500      | 1 414 550 $    | Dur (ext.)   | David Ferrer           | Kei Nishikori          | 6-3, 7-5              | Tableau |
| 18 | 23/02/2015 | Argentina Open presentado por Buenos Aires Ciudad, Buenos Aires | ATP 250      | 500 550 $      | Terre (ext.) | Rafael Nadal           | Juan Mónaco            | 6-4, 6-1              | Tableau |
| 19 | 12/03/2015 | BNP Paribas Open, Indian Wells                                  | Masters 1000 | 5 381 235 $    | Dur (ext.)   | Novak Djokovic         | Roger Federer          | 6-3, 65-7, 6-2        | Tableau |
| 20 | 25/03/2015 | Miami Open presented by Itaú, Miami                             | Masters 1000 | 5 381 235 $    | Dur (ext.)   | Novak Djokovic         | Andy Murray            | 7-63, 4-6, 6-0        | Tableau |
| 21 | 06/04/2015 | Grand Prix Hassan II, Casablanca                                | ATP 250      | 439 405 €      | Terre (ext.) | Martin Kližan          | Daniel Gimeno-Traver   | 6-2, 6-2              | Tableau |
| 22 | 06/04/2015 | Fayez Sarofim & Co. U.S. Men's Clay Court Championship, Houston | ATP 250      | 488 225 $      | Terre (ext.) | Jack Sock              | Sam Querrey            | 7-69, 7-62            | Tableau |
| 23 | 13/04/2015 | Monte-Carlo Rolex Masters, Monte-Carlo                          | Masters 1000 | 3 288 530 €    | Terre (ext.) | Novak Djokovic         | Tomáš Berdych          | 7-5, 4-6, 6-3         | Tableau |
| 24 | 20/04/2015 | Barcelona Open BancSabadell, Barcelone                          | ATP 500      | 1 993 230 €    | Terre (ext.) | Kei Nishikori          | Pablo Andújar          | 6-4, 6-4              | Tableau |
| 25 | 20/04/2015 | BRD Nastase Tiriac Trophy, Bucarest                             | ATP 250      | 439 405 €      | Terre (ext.) | Guillermo García-López | Jiří Veselý            | 7-65, 7-611           | Tableau |
| 26 | 27/04/2015 | BMW Open by FWU AG, Munich                                      | ATP 250      | 439 405 €      | Terre (ext.) | Andy Murray            | Philipp Kohlschreiber  | 7-64, 5-7, 7-64       | Tableau |
| 27 | 27/04/2015 | Millennium Estoril Open, Estoril                                | ATP 250      | 439 405 €      | Terre (ext.) | Richard Gasquet        | Nick Kyrgios           | 6-3, 6-2              | Tableau |
| 28 | 27/04/2015 | TEB BNP Paribas Istanbul Open, Istanbul                         | ATP 250      | 439 405 €      | Terre (ext.) | Roger Federer          | Pablo Cuevas           | 6-3, 7-611            | Tableau |
| 29 | 03/05/2015 | Mutua Madrid Open, Madrid                                       | Masters 1000 | 4 185 405 €    | Terre (ext.) | Andy Murray            | Rafael Nadal           | 6-3, 6-2              | Tableau |
| 30 | 10/05/2015 | Internazionali BNL d'Italia, Rome                               | Masters 1000 | 3 288 530 €    | Terre (ext.) | Novak Djokovic         | Roger Federer          | 6-4, 6-3              | Tableau |
| 31 | 17/05/2015 | Geneva Open, Genève                                             | ATP 250      | 439 405 €      | Terre (ext.) | Thomaz Bellucci        | João Sousa             | 7-64, 6-4             | Tableau |
| 32 | 17/05/2015 | Open de Nice Côte d'Azur, Nice                                  | ATP 250      | 439 405 €      | Terre (ext.) | Dominic Thiem          | Leonardo Mayer         | 68-7, 7-5, 7-62       | Tableau |
| 33 | 24/05/2015 | Roland-Garros, Paris                                            | G. Chelem    | 13 008 000 €   | Terre (ext.) | Stanislas Wawrinka     | Novak Djokovic         | 4-6, 6-4, 6-3, 6-4    | Tableau |
| 34 | 08/06/2015 | Topshelf Open, Bois-le-Duc                                      | ATP 250      | 537 050 €      | Gazon (ext.) | Nicolas Mahut          | David Goffin           | 7-61, 6-1             | Tableau |
| 35 | 08/06/2015 | Mercedes Cup, Stuttgart                                         | ATP 250      | 574 965 €      | Gazon (ext.) | Rafael Nadal           | Viktor Troicki         | 7-63, 6-3             | Tableau |
| 36 | 15/06/2015 | Gerry Weber Open, Halle (Westf.)                                | ATP 500      | 1 574 640 €    | Gazon (ext.) | Roger Federer          | Andreas Seppi          | 7-61, 6-4             | Tableau |
| 37 | 15/06/2015 | AEGON Championships, Londres                                    | ATP 500      | 1 574 640 €    | Gazon (ext.) | Andy Murray            | Kevin Anderson         | 6-3, 6-4              | Tableau |
| 38 | 21/06/2015 | Aegon Open Nottingham, Nottingham                               | ATP 250      | 589 160 €      | Gazon (ext.) | Denis Istomin          | Sam Querrey            | 7-61, 7-66            | Tableau |
| 39 | 29/06/2015 | The Championships, Wimbledon                                    | G. Chelem    | 12 568 000 £   | Gazon (ext.) | Novak Djokovic         | Roger Federer          | 7-61, 610-7, 6-4, 6-3 | Tableau |
| 40 | 13/07/2015 | Hall of Fame Tennis Championships, Newport                      | ATP 250      | 488 225 $      | Gazon (ext.) | Rajeev Ram             | Ivo Karlović           | 7-65, 5-7, 7-62       | Tableau |
| 41 | 20/07/2015 | SkiStar Swedish Open, Båstad                                    | ATP 250      | 439 405 €      | Terre (ext.) | Benoît Paire           | Tommy Robredo          | 7-67, 6-3             | Tableau |
| 42 | 20/07/2015 | Claro Open Colombia, Bogota                                     | ATP 250      | 683 515 $      | Dur (ext.)   | Bernard Tomic          | Adrian Mannarino       | 6-1, 3-6, 6-2         | Tableau |
| 43 | 20/07/2015 | Konzum Croatia Open Umag, Umag                                  | ATP 250      | 439 405 €      | Terre (ext.) | Dominic Thiem          | João Sousa             | 6-4, 6-1              | Tableau |
| 44 | 27/07/2015 | bet-at-home Open, Hambourg                                      | ATP 500      | 1 285 955 €    | Terre (ext.) | Rafael Nadal           | Fabio Fognini          | 7-5, 7-5              | Tableau |
| 45 | 27/07/2015 | BB&T Atlanta Open, Atlanta                                      | ATP 250      | 585 870 $      | Dur (ext.)   | John Isner             | Márcos Baghdatís       | 6-3, 6-3              | Tableau |
| 46 | 27/07/2015 | Swiss Open Gstaad, Gstaad                                       | ATP 250      | 439 405 €      | Terre (ext.) | Dominic Thiem          | David Goffin           | 7-5, 6-2              | Tableau |
| 47 | 03/08/2015 | Citi Open, Washington D.C.                                      | ATP 500      | 1 508 815 $    | Dur (ext.)   | Kei Nishikori          | John Isner             | 4-6, 6-4, 6-4         | Tableau |
| 48 | 03/08/2015 | Generali Open, Kitzbühel                                        | ATP 250      | 439 405 €      | Terre (ext.) | Philipp Kohlschreiber  | Paul-Henri Mathieu     | 2-6, 6-2, 6-2         | Tableau |
| 49 | 10/08/2015 | Coupe Rogers, Montréal                                          | Masters 1000 | 3 587 490 $    | Dur (ext.)   | Andy Murray            | Novak Djokovic         | 6-4, 4-6, 6-3         | Tableau |
| 50 | 17/08/2015 | Western & Southern Open, Cincinnati                             | Masters 1000 | 3 826 655 $    | Dur (ext.)   | Roger Federer          | Novak Djokovic         | 7-61, 6-3             | Tableau |
| 51 | 23/08/2015 | Winston-Salem Open, Winston-Salem                               | ATP 250      | 616 210 $      | Dur (ext.)   | Kevin Anderson         | Pierre-Hugues Herbert  | 6-4, 7-5              | Tableau |
| 52 | 31/08/2015 | US Open, Flushing Meadows                                       | G. Chelem    | 19 852 700 $   | Dur (ext.)   | Novak Djokovic         | Roger Federer          | 6-4, 5-7, 6-4, 6-4    | Tableau |
| 53 | 21/09/2015 | Moselle Open, Metz                                              | ATP 250      | 439 405 €      | Dur (int.)   | Jo-Wilfried Tsonga     | Gilles Simon           | 7-65, 1-6, 6-2        | Tableau |
| 54 | 21/09/2015 | St. Petersburg Open, Saint-Pétersbourg                          | ATP 250      | 1 030 000 $    | Dur (int.)   | Milos Raonic           | João Sousa             | 6-3, 3-6, 6-3         | Tableau |
| 55 | 28/09/2015 | Malaysian Open, Kuala Lumpur                                    | ATP 250      | 937 835 $      | Dur (int.)   | David Ferrer           | Feliciano López        | 7-5, 7-5              | Tableau |
| 56 | 28/09/2015 | Shenzhen Open, Shenzhen                                         | ATP 250      | 607 940 $      | Dur (ext.)   | Tomáš Berdych          | Guillermo García-López | 6-3, 7-67             | Tableau |
| 57 | 05/10/2015 | China Open, Pékin                                               | ATP 500      | 2 700 510 $    | Dur (ext.)   | Novak Djokovic         | Rafael Nadal           | 6-2, 6-2              | Tableau |
| 58 | 05/10/2015 | Rakuten Japan Open Tennis Championships, Tokyo                  | ATP 500      | 1 263 045 $    | Dur (ext.)   | Stanislas Wawrinka     | Benoît Paire           | 6-2, 6-4              | Tableau |
| 59 | 12/10/2015 | Shanghai Rolex Masters, Shanghai                                | Masters 1000 | 4 783 320 $    | Dur (ext.)   | Novak Djokovic         | Jo-Wilfried Tsonga     | 6-2, 6-4              | Tableau |
| 60 | 19/10/2015 | Erste Bank Open, Vienne                                         | ATP 500      | 1 745 040 €    | Dur (int.)   | David Ferrer           | Steve Johnson          | 4-6, 6-4, 7-5         | Tableau |
| 61 | 19/10/2015 | Kremlin Cup by Bank of Moscow, Moscou                           | ATP 250      | 698 325 $      | Dur (int.)   | Marin Čilić            | Roberto Bautista-Agut  | 6-4, 6-4              | Tableau |
| 62 | 19/10/2015 | If Stockholm Open, Stockholm                                    | ATP 250      | 537 050 €      | Dur (int.)   | Tomáš Berdych          | Jack Sock              | 7-61, 6-2             | Tableau |
| 63 | 26/10/2015 | Swiss Indoors Basel, Bâle                                       | ATP 500      | 1 575 295 €    | Dur (int.)   | Roger Federer          | Rafael Nadal           | 6-3, 5-7, 6-3         | Tableau |
| 64 | 26/10/2015 | Valencia Open, Valence                                          | ATP 250      | 537 050 €      | Dur (int.)   | João Sousa             | Roberto Bautista-Agut  | 3-6, 6-3, 6-4         | Tableau |
| 65 | 02/11/2015 | BNP Paribas Masters, Paris                                      | Masters 1000 | 3 288 530 €    | Dur (int.)   | Novak Djokovic         | Andy Murray            | 6-2, 6-4              | Tableau |
| 66 | 15/11/2015 | Barclays ATP World Tour Finals, Londres                         | Masters      | 7 000 000 $    | Dur (int.)   | Novak Djokovic         | Roger Federer          | 6-3, 6-4              | Tableau |

### Double
| No | Date       | Nom et lieu du tournoi                                         | Catégorie    | Dotation       | Surface      | Vainqueurs                            | Finalistes                            | Score             | [ 2 ]   |
| -- | ---------- | -------------------------------------------------------------- | ------------ | -------------- | ------------ | ------------------------------------- | ------------------------------------- | ----------------- | ------- |
| 1  | 04/01/2015 | Brisbane International presented by Suncorp Brisbane           | ATP 250      | 439 405 $      | Dur (ext.)   | Jamie Murray John Peers               | Alexandr Dolgopolov Kei Nishikori     | 6-3, 7-64         | Tableau |
| 2  | 05/01/2015 | Qatar ExxonMobil Open Doha                                     | ATP 250      | 1 129 815 $    | Dur (ext.)   | Juan Mónaco Rafael Nadal              | Julian Knowle Philipp Oswald          | 6-3, 6-4          | Tableau |
| 3  | 05/01/2015 | Aircel Chennai Open Chennai                                    | ATP 250      | 403 495 $      | Dur (ext.)   | Lu Yen-hsun Jonathan Marray           | Raven Klaasen Leander Paes            | 6-3, 7-64         | Tableau |
| 4  | 11/01/2015 | Apia International Sydney Sydney                               | ATP 250      | 439 405 $      | Dur (ext.)   | Rohan Bopanna Daniel Nestor           | Jean-Julien Rojer Horia Tecău         | 6-4, 7-65         | Tableau |
| 5  | 12/01/2015 | Heineken Open Auckland                                         | ATP 250      | 464 490 $      | Dur (ext.)   | Raven Klaasen Leander Paes            | Dominic Inglot Florin Mergea          | 7-61, 6-4         | Tableau |
| 6  | 19/01/2015 | Australian Open Melbourne                                      | G. Chelem    | 17 748 600 AU$ | Dur (ext.)   | Simone Bolelli Fabio Fognini          | Pierre-Hugues Herbert Nicolas Mahut   | 6-4, 6-4          | Tableau |
| 7  | 02/02/2015 | Open Sud de France Montpellier                                 | ATP 250      | 439 405 €      | Dur (int.)   | Marcus Daniell Artem Sitak            | Dominic Inglot Florin Mergea          | 3-6, 6-4, [16-14] | Tableau |
| 8  | 02/02/2015 | PBZ Zagreb Indoors Zagreb                                      | ATP 250      | 439 405 €      | Dur (int.)   | Marin Draganja Henri Kontinen         | Fabrice Martin Purav Raja             | 6-4, 6-4          | Tableau |
| 9  | 02/02/2015 | Ecuador Open Quito                                             | ATP 250      | 439 405 $      | Terre (ext.) | Gero Kretschmer Alexander Satschko    | Víctor Estrella Burgos João Souza     | 7-5, 7-63         | Tableau |
| 10 | 09/02/2015 | ABN AMRO World Tennis Tournament Rotterdam                     | ATP 500      | 1 478 850 €    | Dur (int.)   | Jean-Julien Rojer Horia Tecău         | Jamie Murray John Peers               | 3-6, 6-3, [10-8]  | Tableau |
| 11 | 09/02/2015 | Memphis Open Memphis                                           | ATP 250      | 585 870 $      | Dur (int.)   | Mariusz Fyrstenberg Santiago González | Artem Sitak Donald Young              | 5-7, 7-61, [10-8] | Tableau |
| 12 | 09/02/2015 | Brasil Open São Paulo                                          | ATP 250      | 444 650 $      | Terre (int.) | Juan Sebastián Cabal Robert Farah     | Paolo Lorenzi Diego Schwartzman       | 6-4, 6-2          | Tableau |
| 13 | 16/02/2015 | Rio Open presented by Claro Rio de Janeiro                     | ATP 500      | 1 414 550 $    | Terre (ext.) | Martin Kližan Philipp Oswald          | Pablo Andújar Oliver Marach           | 7-63, 6-4         | Tableau |
| 14 | 16/02/2015 | Open 13 Marseille                                              | ATP 250      | 565 735 €      | Dur (int.)   | Marin Draganja Henri Kontinen         | Colin Fleming Jonathan Marray         | 6-4, 3-6, [10-8]  | Tableau |
| 15 | 16/02/2015 | Delray Beach Open by The Venetian Las Vegas Delray Beach       | ATP 250      | 488 225 $      | Dur (ext.)   | Bob Bryan Mike Bryan                  | Raven Klaasen Leander Paes            | 6-3, 3-6, [10-6]  | Tableau |
| 16 | 23/02/2015 | Dubai Duty Free Tennis Championships Dubaï                     | ATP 500      | 2 082 605 $    | Dur (ext.)   | Rohan Bopanna Daniel Nestor           | Aisam-Ul-Haq Qureshi Nenad Zimonjić   | 6-4, 6-1          | Tableau |
| 17 | 23/02/2015 | Abierto Mexicano Telcel Acapulco                               | ATP 500      | 1 414 550 $    | Dur (ext.)   | Ivan Dodig Marcelo Melo               | Mariusz Fyrstenberg Santiago González | 7-62, 5-7, [10-3] | Tableau |
| 18 | 23/02/2015 | Argentina Open presentado por Buenos Aires Ciudad Buenos Aires | ATP 250      | 500 550 $      | Terre (ext.) | Jarkko Nieminen André Sá              | Pablo Andújar Oliver Marach           | 4-6, 6-4, [10-7]  | Tableau |
| 19 | 12/03/2015 | BNP Paribas Open Indian Wells                                  | Masters 1000 | 5 381 235 $    | Dur (ext.)   | Vasek Pospisil Jack Sock              | Simone Bolelli Fabio Fognini          | 6-4, 63-7, [10-7] | Tableau |
| 20 | 25/03/2015 | Miami Open presented by Itaú Miami                             | Masters 1000 | 5 381 235 $    | Dur (ext.)   | Bob Bryan Mike Bryan                  | Vasek Pospisil Jack Sock              | 6-3, 1-6, [10-8]  | Tableau |
| 21 | 06/04/2015 | Grand Prix Hassan II Casablanca                                | ATP 250      | 439 405 €      | Terre (ext.) | Rameez Junaid Adil Shamasdin          | Rohan Bopanna Florin Mergea           | 3-6, 6-2, [10-7]  | Tableau |
| 22 | 06/04/2015 | Fayez Sarofim & Co. U.S. Men's Clay Court Championship Houston | ATP 250      | 488 225 $      | Terre (ext.) | Ričardas Berankis Teymuraz Gabashvili | Treat Conrad Huey Scott Lipsky        | 6-4, 6-4          | Tableau |
| 23 | 13/04/2015 | Monte-Carlo Rolex Masters Monte-Carlo                          | Masters 1000 | 3 288 530 €    | Terre (ext.) | Bob Bryan Mike Bryan                  | Simone Bolelli Fabio Fognini          | 7-63, 6-1         | Tableau |
| 24 | 20/04/2015 | Barcelona Open BancSabadell Barcelone                          | ATP 500      | 1 993 230 €    | Terre (ext.) | Marin Draganja Henri Kontinen         | Jamie Murray John Peers               | 6-3, 66-7, [11-9] | Tableau |
| 25 | 20/04/2015 | BRD Nastase Tiriac Trophy Bucarest                             | ATP 250      | 439 405 €      | Terre (ext.) | Marius Copil Adrian Ungur             | Nicholas Monroe Artem Sitak           | 3-6, 7-5, [17-15] | Tableau |
| 26 | 27/04/2015 | BMW Open by FWU AG Munich                                      | ATP 250      | 439 405 €      | Terre (ext.) | Alexander Peya Bruno Soares           | Alexander Zverev Mischa Zverev        | 4-6, 6-1, [10-5]  | Tableau |
| 27 | 27/04/2015 | Millennium Estoril Open Estoril                                | ATP 250      | 439 405 €      | Terre (ext.) | Treat Conrad Huey Scott Lipsky        | Marc López David Marrero              | 6-1, 6-4          | Tableau |
| 28 | 27/04/2015 | TEB BNP Paribas Istanbul Open Istanbul                         | ATP 250      | 439 405 €      | Terre (ext.) | Radu Albot Dušan Lajović              | Robert Lindstedt Jürgen Melzer        | 6-4, 7-62         | Tableau |
| 29 | 03/05/2015 | Mutua Madrid Open Madrid                                       | Masters 1000 | 4 185 405 €    | Terre (ext.) | Rohan Bopanna Florin Mergea           | Marcin Matkowski Nenad Zimonjić       | 6-2, 65-7, [11-9] | Tableau |
| 30 | 10/05/2015 | Internazionali BNL d'Italia Rome                               | Masters 1000 | 3 288 530 €    | Terre (ext.) | Pablo Cuevas David Marrero            | Marcel Granollers Marc López          | 6-4, 7-5          | Tableau |
| 31 | 17/05/2015 | Geneva Open Genève                                             | ATP 250      | 439 405 €      | Terre (ext.) | Juan Sebastián Cabal Robert Farah     | Raven Klaasen Lu Yen-hsun             | 7-5, 4-6, [10-7]  | Tableau |
| 32 | 17/05/2015 | Open de Nice Côte d'Azur Nice                                  | ATP 250      | 439 405 €      | Terre (ext.) | Mate Pavić Michael Venus              | Jean-Julien Rojer Horia Tecău         | 7-64, 2-6, [10-8] | Tableau |
| 33 | 25/05/2015 | Roland-Garros Paris                                            | G. Chelem    | 13 008 000 €   | Terre (ext.) | Ivan Dodig Marcelo Melo               | Bob Bryan Mike Bryan                  | 65-7, 7-65, 7-5   | Tableau |
| 34 | 08/06/2015 | Topshelf Open Bois-le-Duc                                      | ATP 250      | 537 050 €      | Gazon (ext.) | Ivo Karlović Łukasz Kubot             | Pierre-Hugues Herbert Nicolas Mahut   | 6-2, 7-69         | Tableau |
| 35 | 08/06/2015 | Mercedes Cup Stuttgart                                         | ATP 250      | 574 965 €      | Gazon (ext.) | Rohan Bopanna Florin Mergea           | Alexander Peya Bruno Soares           | 5-7, 6-2, [10-7]  | Tableau |
| 36 | 15/06/2015 | Gerry Weber Open Halle (Westf.)                                | ATP 500      | 1 574 640 €    | Gazon (ext.) | Raven Klaasen Rajeev Ram              | Rohan Bopanna Florin Mergea           | 7-65, 6-2         | Tableau |
| 37 | 15/06/2015 | AEGON Championships Londres                                    | ATP 500      | 1 574 640 €    | Gazon (ext.) | Pierre-Hugues Herbert Nicolas Mahut   | Marcin Matkowski Nenad Zimonjić       | 6-2, 6-2          | Tableau |
| 38 | 22/06/2015 | Aegon Open Nottingham Nottingham                               | ATP 250      | 589 160 €      | Gazon (ext.) | Chris Guccione André Sá               | Pablo Cuevas David Marrero            | 6-2, 7-5          | Tableau |
| 39 | 29/06/2015 | The Championships Wimbledon                                    | G. Chelem    | 12 568 000 £   | Gazon (ext.) | Jean-Julien Rojer Horia Tecău         | Jamie Murray John Peers               | 7-65, 6-4, 6-4    | Tableau |
| 40 | 13/07/2015 | Hall of Fame Tennis Championships Newport                      | ATP 250      | 488 225 $      | Gazon (ext.) | Jonathan Marray Aisam-Ul-Haq Qureshi  | Nicholas Monroe Mate Pavić            | 4-6, 6-3, [10-8]  | Tableau |
| 41 | 20/07/2015 | SkiStar Swedish Open Båstad                                    | ATP 250      | 439 405 €      | Terre (ext.) | Jérémy Chardy Łukasz Kubot            | Juan Sebastián Cabal Robert Farah     | 6-7, 6-3, [10-8]  | Tableau |
| 42 | 20/07/2015 | Claro Open Colombia Bogota                                     | ATP 250      | 683 515 $      | Dur (ext.)   | Édouard Roger-Vasselin Radek Štěpánek | Mate Pavić Michael Venus              | 7-5, 6-3          | Tableau |
| 43 | 20/07/2015 | Konzum Croatia Open Umag Umag                                  | ATP 250      | 439 405 €      | Terre (ext.) | Máximo González André Sá              | Mariusz Fyrstenberg Santiago González | 4-6, 6-3, [10-5]  | Tableau |
| 44 | 27/07/2015 | bet-at-home Open Hambourg                                      | ATP 500      | 1 285 955 €    | Terre (ext.) | Jamie Murray John Peers               | Juan Sebastián Cabal Robert Farah     | 2-6, 6-3, [10-8]  | Tableau |
| 45 | 27/07/2015 | BB&T Atlanta Open Atlanta                                      | ATP 250      | 585 870 $      | Dur (ext.)   | Bob Bryan Mike Bryan                  | Colin Fleming Gilles Müller           | 4-6, 7-62, [10-4] | Tableau |
| 46 | 27/07/2015 | Swiss Open Gstaad Gstaad                                       | ATP 250      | 439 405 €      | Terre (ext.) | Alexander Bury Denis Istomin          | Oliver Marach Aisam-Ul-Haq Qureshi    | 3-6, 6-2, [10-5]  | Tableau |
| 47 | 03/08/2015 | Citi Open Washington D.C.                                      | ATP 500      | 1 508 815 $    | Dur (ext.)   | Bob Bryan Mike Bryan                  | Ivan Dodig Marcelo Melo               | 6-4, 6-2          | Tableau |
| 48 | 03/08/2015 | Generali Open Kitzbühel                                        | ATP 250      | 439 405 €      | Terre (ext.) | Nicolás Almagro Carlos Berlocq        | Robin Haase Henri Kontinen            | 5-7, 6-3, [11-9]  | Tableau |
| 49 | 10/08/2015 | Coupe Rogers Montréal                                          | Masters 1000 | 3 587 490 $    | Dur (ext.)   | Bob Bryan Mike Bryan                  | Daniel Nestor Édouard Roger-Vasselin  | 7-65, 3-6, [10-6] | Tableau |
| 50 | 17/08/2015 | Western & Southern Open Cincinnati                             | Masters 1000 | 3 826 655 $    | Dur (ext.)   | Daniel Nestor Édouard Roger-Vasselin  | Marcin Matkowski Nenad Zimonjić       | 6-2, 6-2          | Tableau |
| 51 | 23/08/2015 | Winston-Salem Open Winston-Salem                               | ATP 250      | 616 210 $      | Dur (ext.)   | Dominic Inglot Robert Lindstedt       | Eric Butorac Scott Lipsky             | 6-2, 6-4          | Tableau |
| 52 | 31/08/2015 | US Open Flushing Meadows                                       | G. Chelem    | 19 852 700 $   | Dur (ext.)   | Pierre-Hugues Herbert Nicolas Mahut   | Jamie Murray John Peers               | 6-4, 6-4          | Tableau |
| 53 | 21/09/2015 | Moselle Open Metz                                              | ATP 250      | 439 405 €      | Dur (int.)   | Łukasz Kubot Édouard Roger-Vasselin   | Pierre-Hugues Herbert Nicolas Mahut   | 2-6, 6-3, [10-7]  | Tableau |
| 54 | 21/09/2015 | St. Petersburg Open Saint-Pétersbourg                          | ATP 250      | 1 030 000 $    | Dur (int.)   | Treat Conrad Huey Henri Kontinen      | Julian Knowle Alexander Peya          | 7-5, 6-3          | Tableau |
| 55 | 28/09/2015 | Malaysian Open Kuala Lumpur                                    | ATP 250      | 937 835 $      | Dur (int.)   | Treat Conrad Huey Henri Kontinen      | Raven Klaasen Rajeev Ram              | 7-64, 6-2         | Tableau |
| 56 | 28/09/2015 | Shenzhen Open Shenzhen                                         | ATP 250      | 607 940 $      | Dur (ext.)   | Jonathan Erlich Colin Fleming         | Chris Guccione André Sá               | 6-1, 63-7, [10-6] | Tableau |
| 57 | 05/10/2015 | China Open Pékin                                               | ATP 500      | 2 700 510 $    | Dur (ext.)   | Vasek Pospisil Jack Sock              | Daniel Nestor Édouard Roger-Vasselin  | 3-6, 6-3, [10-6]  | Tableau |
| 58 | 05/10/2015 | Rakuten Japan Open Tennis Championships Tokyo                  | ATP 500      | 1 263 045 $    | Dur (ext.)   | Raven Klaasen Marcelo Melo            | Juan Sebastián Cabal Robert Farah     | 7-65, 3-6, [10-7] | Tableau |
| 59 | 12/10/2015 | Shanghai Rolex Masters Shanghai                                | Masters 1000 | 4 783 320 $    | Dur (ext.)   | Raven Klaasen Marcelo Melo            | Simone Bolelli Fabio Fognini          | 6-3, 6-3          | Tableau |
| 60 | 19/10/2015 | Erste Bank Open Vienne                                         | ATP 500      | 1 745 040 €    | Dur (int.)   | Łukasz Kubot Marcelo Melo             | Jamie Murray John Peers               | 4-6, 7-63, [10-6] | Tableau |
| 61 | 19/10/2015 | Kremlin Cup by Bank of Moscow Moscou                           | ATP 250      | 698 325 $      | Dur (int.)   | Andrey Rublev Dmitri Toursounov       | Radu Albot František Čermák           | 2-6, 6-1, [10-6]  | Tableau |
| 62 | 19/10/2015 | If Stockholm Open Stockholm                                    | ATP 250      | 537 050 €      | Dur (int.)   | Nicholas Monroe Jack Sock             | Mate Pavić Michael Venus              | 7-5, 6-2          | Tableau |
| 63 | 26/10/2015 | Swiss Indoors Basel Bâle                                       | ATP 500      | 1 575 295 €    | Dur (int.)   | Alexander Peya Bruno Soares           | Jamie Murray John Peers               | 7-5, 7-5          | Tableau |
| 64 | 26/10/2015 | Valencia Open Valence                                          | ATP 250      | 537 050 €      | Dur (int.)   | Eric Butorac Scott Lipsky             | Feliciano López Max Mirnyi            | 7-64, 6-3         | Tableau |
| 65 | 02/11/2015 | BNP Paribas Masters Paris                                      | Masters 1000 | 3 288 530 €    | Dur (int.)   | Ivan Dodig Marcelo Melo               | Vasek Pospisil Jack Sock              | 2-6, 6-3, [10-5]  | Tableau |
| 66 | 16/11/2015 | Barclays ATP World Tour Finals Londres                         | Masters      | 7 000 000 $    | Dur (int.)   | Jean-Julien Rojer Horia Tecău         | Rohan Bopanna Florin Mergea           | 6-4, 6-3          | Tableau |

### Double mixte
| No | Date       | Nom et lieu du tournoi      | Catégorie | Dotation  | Surface      | Vainqueurs                       | Finalistes                        | Score            |         |
| -- | ---------- | --------------------------- | --------- | --------- | ------------ | -------------------------------- | --------------------------------- | ---------------- | ------- |
| 1  | 19/01/2015 | Australian Open Melbourne   | G. Chelem | 480 000 $ | Dur (ext.)   | Martina Hingis Leander Paes      | Kristina Mladenovic Daniel Nestor | 6-4, 6-3         | Tableau |
| 2  | 25/05/2015 | Roland-Garros Paris         | G. Chelem | 415 000 € | Terre (ext.) | Bethanie Mattek-Sands Mike Bryan | Lucie Hradecká Marcin Matkowski   | 7-63, 6-1        | Tableau |
| 3  | 29/06/2015 | The Championships Wimbledon | G. Chelem | 368 000 £ | Gazon (ext.) | Martina Hingis Leander Paes      | Tímea Babos Alexander Peya        | 6-1, 6-1         | Tableau |
| 4  | 31/08/2015 | US Open Flushing Meadows    | G. Chelem | 500 000 $ | Dur (ext.)   | Martina Hingis Leander Paes      | Bethanie Mattek-Sands Sam Querrey | 6-4, 3-6, [10-7] | Tableau |

### Compétitions par équipes
| | Belgique    | 1                           | -   | 3    | Grande-Bretagne |   |   |
| --- | ----------- | --------------------------- | --- | ---- | --------------- | - | - |
| Flanders Expo, Gand, Belgique |             |                             |     |      |                 |   |   |
| du 27 au 29 novembre 2015 sur terre battue (int.) |             |                             |     |      |                 |   |   |
| \| 1 \| \| David Goffin \| 3 \| 1 \| 6 \| 6 \| 6 \| \| 1 \| \| Kyle Edmund \| 6 \| 6 \| 2 \| 1 \| 0 \| \| 2 \| \| Ruben Bemelmans \| 3 \| 2 \| 5 \| \| \| \| 2 \| \| Andy Murray \| 6 \| 6 \| 7 \| \| \| \| 3 \| \| Steve Darcis - David Goffin \| 4 \| 6 \| 3 \| 2 \| \| \| 3 \| \| Andy Murray - Jamie Murray \| 6 \| 4 \| 6 \| 6 \| \| \| \| \| \| \| \| \| \| \| \| 4 \| \| David Goffin \| 3 \| 5 \| 3 \| \| \| \| 4 \| \| Andy Murray \| 6 \| 7 \| 6 \| \| \| \| \| \| \| \| \| \| \| \| \| 5 \| \| Ruben Bemelmans \| Non \| joué \| \| \| \| \| 5 \| Kyle Edmund \| \| \| \| \| \| \| \| \| \| \| \| \| \| \| \| |             |                             |     |      |                 |   |   |
| 1 |             | David Goffin                | 3   | 1    | 6               | 6 | 6 |
| 1 |             | Kyle Edmund                 | 6   | 6    | 2               | 1 | 0 |
| 2 |             | Ruben Bemelmans             | 3   | 2    | 5               |   |   |
| 2 |             | Andy Murray                 | 6   | 6    | 7               |   |   |
| 3 |             | Steve Darcis - David Goffin | 4   | 6    | 3               | 2 |   |
| 3 |             | Andy Murray - Jamie Murray  | 6   | 4    | 6               | 6 |   |
| |             |                             |     |      |                 |   |   |
| 4 |             | David Goffin                | 3   | 5    | 3               |   |   |
| 4 |             | Andy Murray                 | 6   | 7    | 6               |   |   |
| |             |                             |     |      |                 |   |   |
| 5 |             | Ruben Bemelmans             | Non | joué |                 |   |   |
| 5 | Kyle Edmund |                             |     |      |                 |   |   |
| |             |                             |     |      |                 |   |   |

| 1 |             | David Goffin                | 3   | 1    | 6 | 6 | 6 |
| 1 |             | Kyle Edmund                 | 6   | 6    | 2 | 1 | 0 |
| 2 |             | Ruben Bemelmans             | 3   | 2    | 5 |   |   |
| 2 |             | Andy Murray                 | 6   | 6    | 7 |   |   |
| 3 |             | Steve Darcis - David Goffin | 4   | 6    | 3 | 2 |   |
| 3 |             | Andy Murray - Jamie Murray  | 6   | 4    | 6 | 6 |   |
|   |             |                             |     |      |   |   |   |
| 4 |             | David Goffin                | 3   | 5    | 3 |   |   |
| 4 |             | Andy Murray                 | 6   | 7    | 6 |   |   |
|   |             |                             |     |      |   |   |   |
| 5 |             | Ruben Bemelmans             | Non | joué |   |   |   |
| 5 | Kyle Edmund |                             |     |      |   |   |   |
|   |             |                             |     |      |   |   |   |

|  | Équipe 1   | Score | Équipe 2 |  |
|  | États-Unis | 1 – 2 | Pologne  |  |

| Ordre des matchs | Joueurs                              | Points au premier set | Points au second set | Points au troisième set |
| ---------------- | ------------------------------------ | --------------------- | -------------------- | ----------------------- |
| 1                | Serena Williams                      | 4                     | 7                    | 1                       |
| 1                | Agnieszka Radwańska                  | 6                     | 63                   | 6                       |
|                  |                                      |                       |                      |                         |
| 2                | John Isner                           | 7                     | 6                    |                         |
| 2                | Jerzy Janowicz                       | 610                   | 4                    |                         |
|                  |                                      |                       |                      |                         |
| 3                | Serena Williams - John Isner         | 5                     | 3                    |                         |
| 3                | Agnieszka Radwańska - Jerzy Janowicz | 7                     | 6                    |                         |

## Informations statistiques
Les tournois sont listés par ordre chronologique.

### En simple
| Joueur                 | Nombre | Titre(s) |
| ---------------------- | ------ | --- |
| Novak Djokovic         | 11     | Australian Open, Indian Wells, Miami, Monte-Carlo, Rome, Wimbledon, US Open, Pékin, Shanghai, Paris, Masters |
| Roger Federer          | 6      | Brisbane, Dubaï, Istanbul, Halle, Cincinnati, Bâle                                                           |
| David Ferrer           | 5      | Doha, Rio de Janeiro, Acapulco, Kuala Lumpur, Vienne                                                         |
| Andy Murray            | 4      | Munich, Madrid, Queen's, Montréal                                                                            |
| Stanislas Wawrinka     | 4      | Chennai, Rotterdam, Roland Garros, Tokyo                                                                     |
| Rafael Nadal           | 3      | Buenos Aires, Stuttgart, Hambourg                                                                            |
| Kei Nishikori          | 3      | Memphis, Barcelone, Washington                                                                               |
| Dominic Thiem          | 3      | Nice, Umag, Gstaad                                                                                           |
| Tomáš Berdych          | 2      | Shenzhen, Stockholm                                                                                          |
| Guillermo García-López | 2      | Zagreb, Bucarest                                                                                             |
| Richard Gasquet        | 2      | Montpellier, Estoril                                                                                         |
| Kevin Anderson         | 1      | Winston-Salem                                                                                                |
| Thomaz Bellucci        | 1      | Genève |
| Marin Čilić            | 1      | Moscou |
| Pablo Cuevas           | 1      | São Paulo |
| Víctor Estrella        | 1      | Quito |
| John Isner             | 1      | Atlanta |
| Denis Istomin          | 1      | Nottingham                                                                                                   |
| Ivo Karlović           | 1      | Delray Beach                                                                                                 |
| Martin Kližan          | 1      | Casablanca                                                                                                   |
| Philipp Kohlschreiber  | 1      | Kitzbühel |
| Nicolas Mahut          | 1      | Bois-le Duc                                                                                                  |
| Benoît Paire           | 1      | Båstad |
| Rajeev Ram             | 1      | Newport |
| Milos Raonic           | 1      | Saint-Pétersbourg                                                                                            |
| Gilles Simon           | 1      | Marseille |
| Jack Sock              | 1      | Houston |
| João Sousa             | 1      | Valence |
| Bernard Tomic          | 1      | Bogota |
| Viktor Troicki         | 1      | Sydney |
| Jo-Wilfried Tsonga     | 1      | Metz |
| Jiří Veselý            | 1      | Auckland |

| Joueur          | Début de carrière | Premier titre |
| Víctor Estrella | 2002              | Quito         |
| Denis Istomin   | 2004              | Nottingham    |
| Benoît Paire    | 2007              | Båstad        |
| Jack Sock       | 2010              | Houston       |
| Jiří Veselý     | 2009              | Auckland      |
| Dominic Thiem   | 2012              | Nice          |

#### Titres par nation et par surface
| Pays                   | Nombre par surface | Nombre par surface | Nombre par surface | Total | Titre(s) |
| Pays                   | Dur                | Terre              | Gazon              | Total | Titre(s) |
| Serbie                 | 9                  | 2                  | 1                  | 12    | Sydney, Australian Open, Indian Wells, Miami, Monte-Carlo, Rome, Wimbledon, US Open, Pékin, Shanghai, Paris, Masters |
| Espagne                | 5                  | 4                  | 1                  | 10    | Doha, Zagreb, Rio de Janeiro, Acapulco, Buenos Aires, Bucarest, Stuttgart, Hambourg, Kuala Lumpur, Vienne            |
| Suisse                 | 7                  | 2                  | 1                  | 10    | Brisbane, Chennai, Rotterdam, Dubaï, Istanbul, Roland Garros, Halle, Cincinnati, Tokyo, Bâle                         |
| France                 | 3                  | 2                  | 1                  | 6     | Montpellier, Marseille, Estoril, Bois-le-Duc, Båstad, Metz                                                           |
| Royaume-Uni            | 1                  | 2                  | 1                  | 4     | Munich, Madrid, Queen's, Montréal                                                                                    |
| Autriche               |                    | 3                  |                    | 3     | Nice, Umag, Gstaad                                                                                                   |
| États-Unis             | 1                  | 1                  | 1                  | 3     | Houston, Newport, Atlanta                                                                                            |
| Japon                  | 2                  | 1                  |                    | 3     | Memphis, Barcelone, Washington                                                                                       |
| République tchèque     | 3                  |                    |                    | 3     | Auckland, Shenzhen, Stockholm                                                                                        |
| Croatie                | 2                  |                    |                    | 2     | Delray Beach, Moscou                                                                                                 |
| Afrique du Sud         | 1                  |                    |                    | 1     | Winston-Salem |
| Allemagne              |                    | 1                  |                    | 1     | Kitzbühel |
| Australie              | 1                  |                    |                    | 1     | Bogota |
| Brésil                 |                    | 1                  |                    | 1     | Genève |
| Canada                 | 1                  |                    |                    | 1     | Saint-Pétersbourg |
| Ouzbékistan            |                    |                    | 1                  | 1     | Nottingham |
| Portugal               | 1                  |                    |                    | 1     | Valence |
| République dominicaine |                    | 1                  |                    | 1     | Quito |
| Slovaquie              |                    | 1                  |                    | 1     | Casablanca |
| Uruguay                |                    | 1                  |                    | 1     | São Paulo |

### En double
| Joueur                 | Nombre | Titres                                                          |
| ---------------------- | ------ | --------------------------------------------------------------- |
| Bob Bryan              | 6      | Delray Beach, Miami, Monte-Carlo, Atlanta, Washington, Montréal |
| Mike Bryan             | 6      | Delray Beach, Miami, Monte-Carlo, Atlanta, Washington, Montréal |
| Marcelo Melo           | 6      | Acapulco, Roland Garros, Tokyo, Shanghai, Vienne, Paris         |
| Henri Kontinen         | 5      | Zagreb, Marseille, Barcelone, Saint-Pétersbourg, Kuala Lumpur   |
| Rohan Bopanna          | 4      | Sydney, Dubaï, Madrid, Stuttgart                                |
| Raven Klaasen          | 4      | Auckland, Halle, Tokyo, Shanghai                                |
| Łukasz Kubot           | 4      | Bois-le-Duc, Båstad, Metz, Vienne                               |
| Ivan Dodig             | 3      | Acapulco, Roland Garros, Paris                                  |
| Marin Draganja         | 3      | Zagreb, Marseille, Barcelone                                    |
| Treat Conrad Huey      | 3      | Estoril, Saint-Pétersbourg, Kuala Lumpur                        |
| Daniel Nestor          | 3      | Sydney, Dubaï, Cincinnati                                       |
| Édouard Roger-Vasselin | 3      | Bogota, Cincinnati, Metz                                        |
| Jean-Julien Rojer      | 3      | Rotterdam, Wimbledon, Masters                                   |
| André Sá               | 3      | Buenos Aires, Nottingham, Umag                                  |
| Jack Sock              | 3      | Indian Wells, Pékin, Stockholm                                  |
| Horia Tecău            | 3      | Rotterdam, Wimbledon, Masters                                   |
| Juan Sebastián Cabal   | 2      | São Paulo, Genève                                               |
| Robert Farah           | 2      | São Paulo, Genève                                               |
| Pierre-Hugues Herbert  | 2      | Queen's, US Open                                                |
| Scott Lipsky           | 2      | Estoril, Valence                                                |
| Nicolas Mahut          | 2      | Queen's, US Open                                                |
| Jonathan Marray        | 2      | Chennai, Newport                                                |
| Florin Mergea          | 2      | Madrid, Stuttgart                                               |
| Jamie Murray           | 2      | Brisbane, Hambourg                                              |
| John Peers             | 2      | Brisbane, Hambourg                                              |
| Alexander Peya         | 2      | Munich, Bâle                                                    |
| Vasek Pospisil         | 2      | Indian Wells, Pékin                                             |
| Bruno Soares           | 2      | Munich, Bâle                                                    |

| Joueur              | Début de carrière | Premier titre |
| Radu Albot          | 2006              | Istanbul      |
| Nicolás Almagro     | 2003              | Kitzbühel     |
| Ričardas Berankis   | 2007              | Houston       |
| Alexander Bury      | 2006              | Gstaad        |
| Marius Copil        | 2008              | Bucarest      |
| Teymuraz Gabashvili | 2001              | Houston       |
| Rameez Junaid       | 2003              | Casablanca    |
| Gero Kretschmer     | 2003              | Quito         |
| Dušan Lajović       | 2007              | Istanbul      |
| Mate Pavić          | 2011              | Nice          |
| Andrey Rublev       | 2014              | Moscou        |
| Alexander Satschko  | 2002              | Quito         |
| Adrian Ungur        | 2003              | Bucarest      |
| Michael Venus       | 2009              | Nice          |

#### Titres par nation
| Pays               | Nombre | Titre(s) |
| États-Unis         | 12     | Delray Beach, Indian Wells, Miami, Monte-Carlo, Estoril, Halle, Atlanta, Washington, Montréal, Pékin, Stockholm, Valence |
| Brésil             | 11     | Acapulco, Buenos Aires, Munich, Roland Garros, Nottingham, Umag, Tokyo, Shanghai, Vienne, Bâle, Paris                    |
| Croatie            | 8      | Zagreb, Marseille, Acapulco, Barcelone, Nice, Roland Garros, Bois-le-Duc, Paris                                          |
| Canada             | 6      | Sydney, Dubaï, Indian Wells, Casablanca, Cincinnati, Pékin                                                               |
| Finlande           | 6      | Zagreb, Marseille, Buenos Aires, Barcelone, Saint-Pétersbourg, Kuala Lumpur                                              |
| France             | 6      | Queen's, Båstad, Bogota, Cincinnati, US Open, Metz                                                                       |
| Roumanie           | 6      | Rotterdam, Bucarest, Madrid, Stuttgart, Wimbledon, Masters                                                               |
| Royaume-Uni        | 6      | Brisbane, Chennai, Newport, Hambourg, Winston-Salem, Shenzhen                                                            |
| Inde               | 5      | Auckland, Sydney, Dubaï, Madrid, Stuttgart                                                                               |
| Pologne            | 5      | Memphis, Bois-le-Duc, Båstad, Metz, Vienne                                                                               |
| Afrique du Sud     | 4      | Auckland, Halle, Tokyo, Shanghai                                                                                         |
| Australie          | 4      | Brisbane, Casablanca, Nottingham, Hambourg                                                                               |
| Argentine          | 3      | Doha, Umag, Kitzbühel |
| Autriche           | 3      | Rio de Janeiro, Munich, Bâle                                                                                             |
| Espagne            | 3      | Doha, Rome, Kitzbühel |
| Pays-Bas           | 3      | Rotterdam, Wimbledon, Masters                                                                                            |
| Philippines        | 3      | Estoril, Saint-Pétersbourg, Kuala Lumpur                                                                                 |
| Colombie           | 2      | São Paulo, Genève |
| Nouvelle-Zélande   | 2      | Montpellier, Nice |
| Russie             | 2      | Houston, Moscou |
| Allemagne          | 1      | Quito |
| Biélorussie        | 1      | Gstaad |
| Israël             | 1      | Shenzhen |
| Italie             | 1      | Australian Open |
| Lituanie           | 1      | Houston |
| Mexique            | 1      | Memphis |
| Moldavie           | 1      | Istanbul |
| Ouzbékistan        | 1      | Gstaad |
| Pakistan           | 1      | Newport |
| République tchèque | 1      | Bogota |
| Serbie             | 1      | Istanbul |
| Slovaquie          | 1      | Rio de Janeiro |
| Suède              | 1      | Winston-Salem |
| Taipei chinois     | 1      | Chennai |
| Uruguay            | 1      | Rome |

## Retraits du circuit
- Mardy Fish
- Robby Ginepri
- Michael Lammer
- Michaël Llodra[9]
- Jarkko Nieminen
- Wayne Odesnik
- Michael Russell
- Robin Söderling